# Markéta Červenková
Markéta Červenková (20 de agosto de 1991) es una deportista de la República Checa que compite en atletismo. Ganó una medalla de plata en el Campeonato Europeo de Atletismo por Equipos de 2021, en la prueba de lanzamiento de peso.